# Museo de Historia Ryozen
El Museo de Historia Ryozen (幕末維新ミュージアム 霊山歴史館, Bakumatsu Ishin Myūjiamu: Ryōzen Rekishikan?) es un museo dedicado a la temática histórica, que se encuentra en la ciudad japonesa de Kioto.

## Información general
El museo trata sobre la Historia de Kioto en torno a 1868, año de la Restauración Meiji que marcó el final del Shogunato Tokugawa y el final de la época feudal japonesa. También pueden encontrarse exposiciones de carácter temporal, así como otras referidas a la Era Meiji en los aspectos sociales, culturales, etc. El museo se encuentra muy próximo al "Santuario "Ryozen Gokoku".